# Fanny Agostini

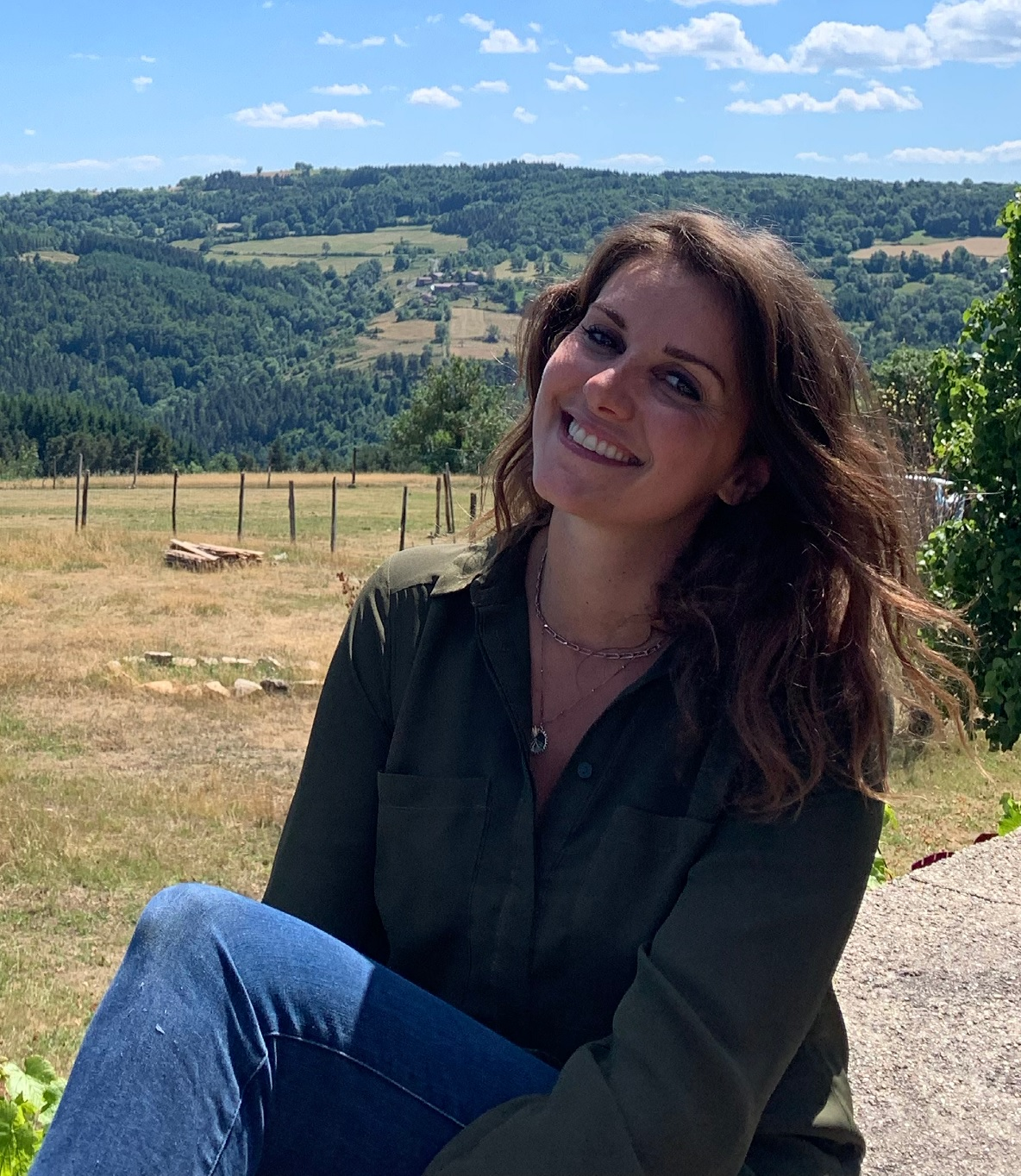
Fanny Agostini, 2022

Fanny Agostini (* 8. Juli 1988 in La Bourboule, Département Puy-de-Dôme) ist eine französische Wettermoderatorin.

## Leben
Agostini wuchs in Berlin auf. Sie studierte an der Humboldt-Universität zu Berlin und kehrte dann nach Frankreich zurück.
Agostini absolvierte eine zweijährige Ausbildung zur Radiomoderatorin im Studio School of France in Issy-les-Moulineaux.
Nachdem Wettermoderator Philippe Verdier im Sommer 2011 France 2 verlassen hatte, wurde er im September 2011 durch Fanny Agostini ersetzt.